# Mannophryne yustizi
Mannophryne yustizi – gatunek płaza bezogonowego z rodziny Aromobatidae. Żyje w północnej Ameryce Południowej i jest zagrożonym wyginięciem endemitem Wenezueli. 

## Występowanie
Gatunek ten występuje niemal wyłącznie na terenie parków narodowych Yacambú i Terepaima w stanie Lara w północno-zachodniej Wenezueli. Występuje na wysokości 1200–1800 m n.p.m. w wilgotnych górskich lasach mglistych. Preferuje okolice strumieni i bytuje na dnie lasu.

## Rozmnażanie
Jak u innych spokrewnionych gatunków, złożone w środowisku lądowym jaja otaczane są opieką przez samca, a po wykluciu larw noszących nazwę kijanek przenoszone przez niego na grzbiecie do wody. Tam ma miejsce dalszy rozwój w kierunku osobnika dorosłego.

## Status zagrożenia
W Czerwonej księdze gatunków zagrożonych IUCN płaz ten od 2004 roku klasyfikowany jest jako gatunek zagrożony (EN, ang. Endangered).
Gatunek jest dość często spotykany i nie ma ewidentnych dowodów na zmniejszanie się populacji. W części zasięgu poważne zagrożenie stanowią: przekształcanie środowiska naturalnego tych płazów w plantacje kawy i związane z tym użycie środków chemicznych, a także wypas zwierząt gospodarskich.